# Maria Kyraca

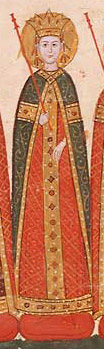
Maria Kyraca

Keraca Maria (ur. 1348, zm. 1390) − żona cesarza Andronika IV.

## Życiorys
Była córką Iwana Aleksandra, cara bułgarskiego w latach 1331–1371 i jego drugiej żony
Żydówki Sary, która na chrzcie przyjęła imię Teodory. Jej bratem był Iwan Szyszman, car tyrnowski w latach 1371−1393. Jej mężem został
Andronik IV Paleolog, cesarz bizantyński 1376-1379. Mieli troje dzieci: dwie córki i syna Jana VII Paleologa. 
Po śmierci męża w 1385 roku wstąpiła do zakonu.